# Хофс, Никки
Никки Хофс (нидерл. Nicky Hofs; род. 17 мая 1983, Арнем) — нидерландский футболист и футбольный тренер. В качестве игрока выступал на позиции атакующего полузащитника. Известен по выступлениям за «Витесс», «Фейеноорд» и сборную Нидерландов.

## Клубная карьера

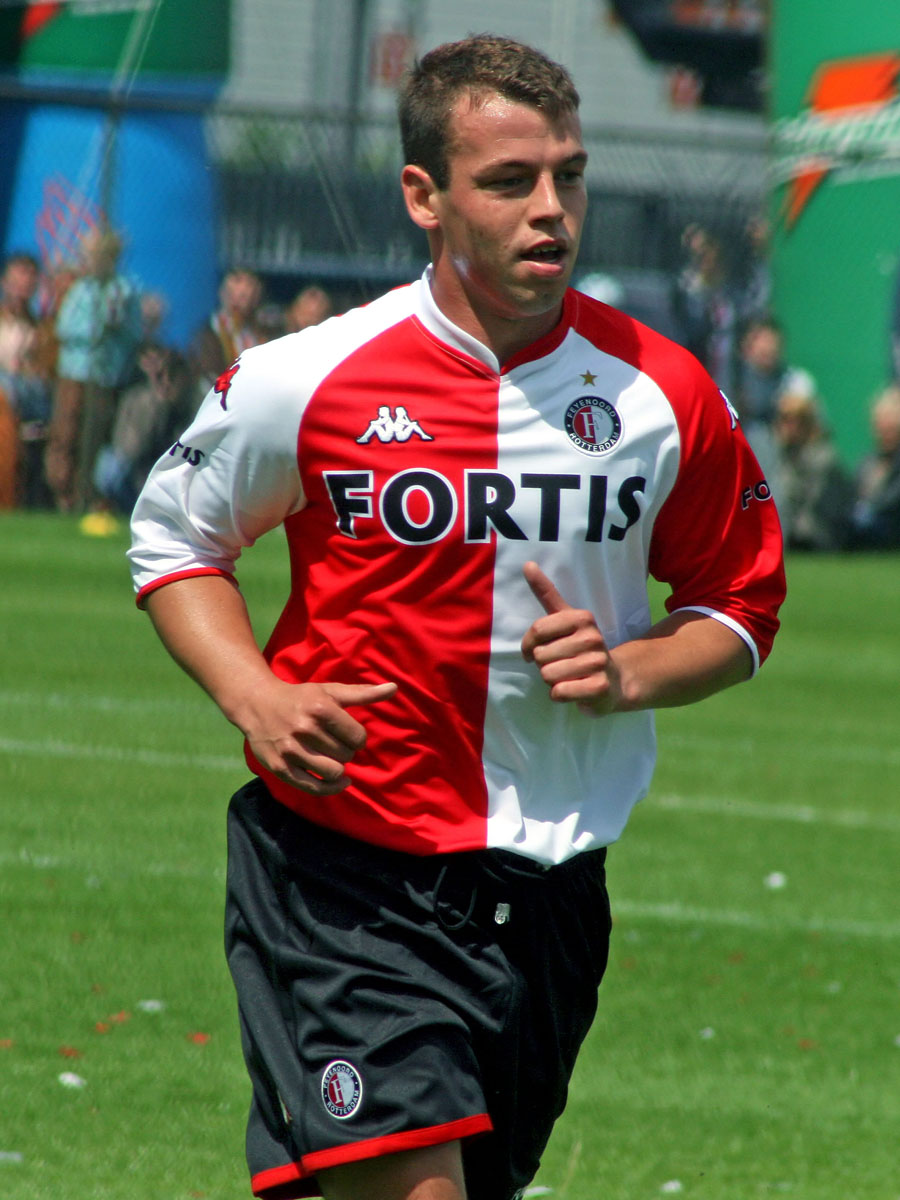
Хофс в составе «Фейеноорда»

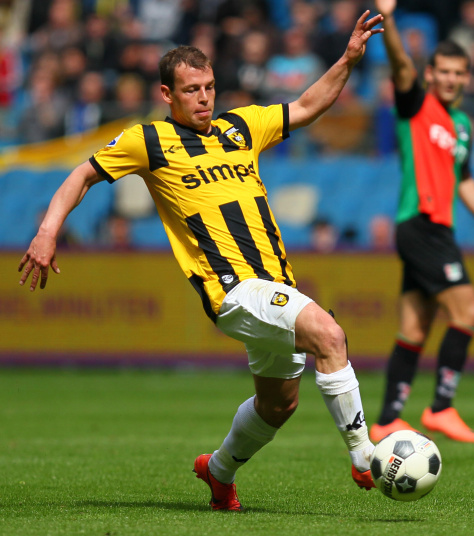
Хофс в составе «Витесса»

Хофс — воспитанник футбольной академии клуба «Витесс» из своего родного города. В 2001 году он дебютировал за основной состав в Эредивизи. В 2004 году Никки перешёл в «Фейеноорд». В дебютном сезоне Хофс был игроком ротации и принял участие всего в 13 матчах. Во втором сезоне он получил тяжёлую травму колена из-за которой почти не играл. В 2008 году Никки помог «Фейноорду» завоевать Кубок Нидерландов. В том же году для получения игровой практики он на правах аренды вернулся в «Витесс». По окончании аренды, Никки подписал с родным клубом полноценный контракт.
Летом 2010 года Хофс перешёл в кипрский АЕЛ, заключив двухлетнее соглашение. 28 августа в матче против столичного «Олимпиакоса» он дебютировал в чемпионате Кипра.
Летом 2011 года Никки вернулся в «Витесс». В 2013 году он на правах аренды недолго выступал за «Виллем II», после чего завершил карьеру и вернулся в «Витесс» в качестве тренера юношей.

## Международная карьера
В 2006 году в составе молодёжной сборной Нидерландов Хофс стал победителем молодёжного чемпионата Европы в Португалии.
1 марта 2006 года в товарищеском матче против сборной Эквадора Хофс дебютировал за сборную Нидерландов.

## Статистика

### Матчи Хофса за сборную Нидерландов
| Матчи Хофса за сборную Нидерландов | Матчи Хофса за сборную Нидерландов | Матчи Хофса за сборную Нидерландов | Матчи Хофса за сборную Нидерландов | Матчи Хофса за сборную Нидерландов | Матчи Хофса за сборную Нидерландов |
| ---------------------------------- | ---------------------------------- | ---------------------------------- | ---------------------------------- | ---------------------------------- | ---------------------------------- |
| №                                  | Дата                               | Соперник                           | Счёт                               | Голы Хофса                         | Соревнование                       |
| 1                                  | 1 марта 2006                       | Эквадор                            | 1:0                                | —                                  | Товарищеский матч                  |

Итого: 1 матч / 0 голов; 1 победа, 0 ничьих, 0 поражений.

## Достижения
«Фейеноорд»
- Обладатель Кубка Нидерландов — 2007/08

Нидерланды (до 21)
- Молодёжный чемпионат Европы — 2006